# Iggensbach
Iggensbach là một đô thị ở huyện Deggendorf bang Bayern nước Đức. Đô thị Iggensbach có diện tích 19,08 km², dân số thời điểm ngày 31 tháng 12 năm 2006 là 2104 người.